# Кам'яні метеорити

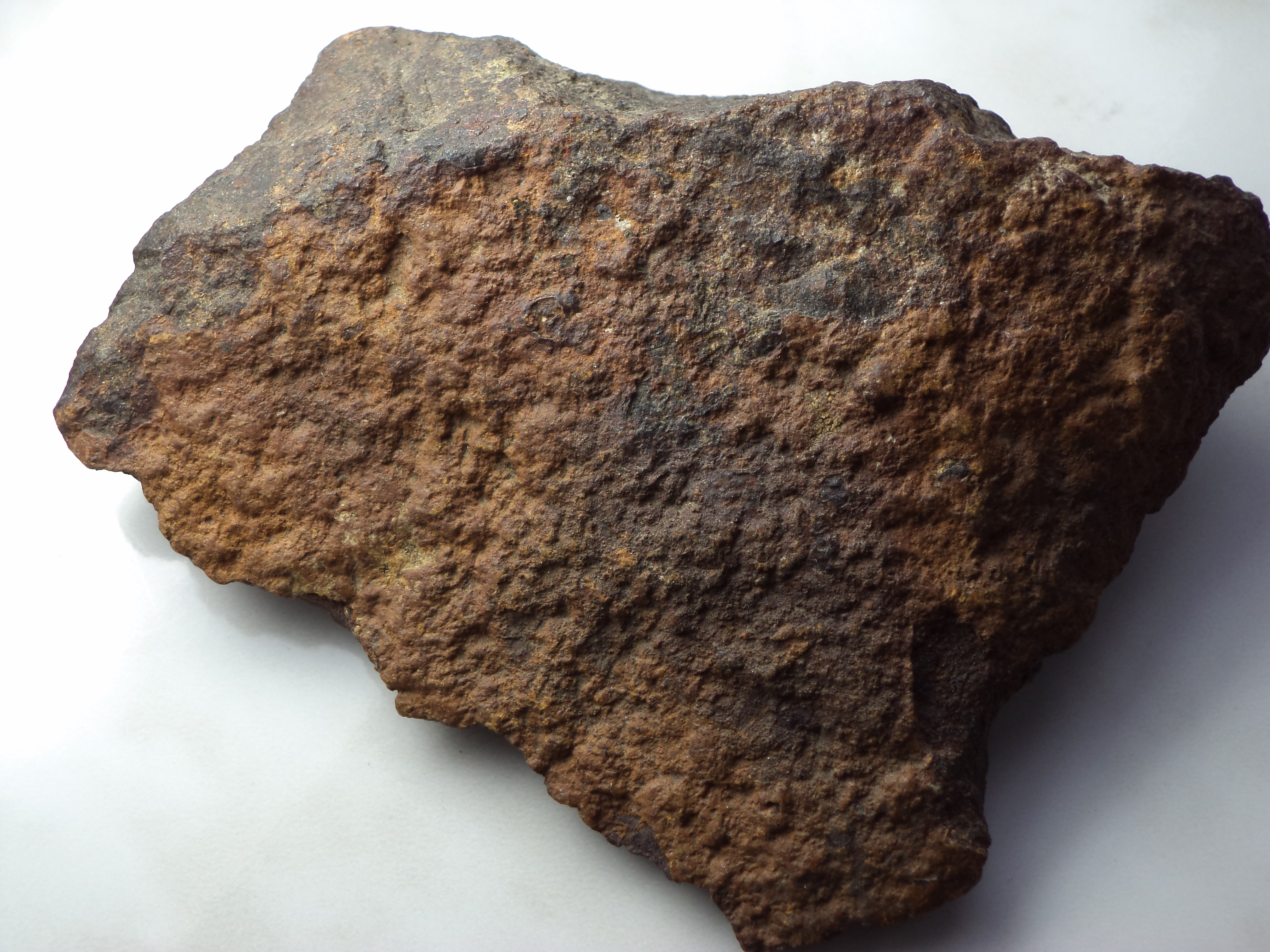
Метеорит Сухий лиман
(хондрит: H4-5)

Кам'яні метеорити  (аероліти)— метеорити, що складаються зі силікатних компонентів та близькі за складом до земних гірських порід[джерело?][уточнити]. Складають 92 % від усіх метеоритів.

## Класифікація
Кам'яні метеорити поділяють на дві великі групи: хондрити й ахондрити, які у свою чергу поділяють на дрібніші підгрупи. 

### Хондрити
Хондрити названо так через наявність незвичайних включень сферичної або еліптичної форми — хондр — яких не виявлено в земних породах. Розмір хондр зазвичай становить близько міліметра, хоча буває і декілька міліметрів. Їх склад та структура свідчить, що вони кристалізувалися з розплаву. Хондрити мають елементний склад, близький до складу тугоплавкої речовини Сонця, це відрізняє їх від земних порід. Їх вважають залишками протопланетної речовини, що зазнала мінімальних змін від часу утворення планет.

#### Звичайні хондрити
Значно переважають інші різновиди метеоритів за чисельністю, — з-поміж усіх знайдених на Землі метеоритів звичайні хондрити становлять 87%. Саме тому вони отримали назву «звичайні».

#### Вуглецеві хондрити
Містять багато заліза, що перебуває у зв'язаному стані в силікатах. Вони темніші звичайних, таке забарвлення вуглецевим хондритам надає мінерал магнетит (Fe3O4), невелика кількість графіту, сажі та органічних сполук.

### Ахондрити
Група кам'яних метеоритів (близько 10%) — ахондрити. У них немає хондр і вони хімічно не схожі на хондрити. Ахондрити утворюють ряд від майже мономінеральних олівінових або піроксенових порід до об'єктів, подібних за структурою й хімічним складом до земних й місячних базальтів. Вони бідні залізом і сидерофільними домішковими елементами, у них дещо різний вміст Fe, Mg й Ca. Здебільшого ці метеорити схожі на вивержені породи Землі та Місяця, що пройшли магматичну диференціацію. Вважається, що ахондрити утворилися з первісної речовини хондритового складу в процесі диференціації, що також призвела до утворення залізних метеоритів. Ахондрити поділяють на групи за мінеральном складом. Назва кожної з груп відповідає або назві основного мінералу, або назві метеориту, який можна вважати типовим представником даної групи: оголені (97% за масою становить ортоенстатит), уреїліти (85% олівіну), діогеніти (95% ортопіроксену), говардити (40-80% ортопіроксену) і евкрити (40-80% піжоніту).

## Дивись також
- Класифікація метеоритів